# ناحیه ادامز، شهرستان ماسکینگام، اوهایو
ناحیه ادامز، بخش ماسکینگام، اوهایو (به انگلیسی: Adams Township, Muskingum County, Ohio) در ایالات متحده آمریکا است که در اوهایو واقع شده‌است.

## خصوصیات
ناحیه ادامز ۶۵٫۷ کیلومترمربع مساحت و ۵۱۶ نفر جمعیت دارد و ۳۰۶ متر بالاتر از سطح دریا واقع شده‌است.